# 男子新体操
男子新体操（だんししんたいそう、英: Men's rhythmic gymnastics）は、体操競技の一つであり、音楽に合わせ、技術や芸術性などを競うスポーツである。競技としては男女同じ会場で行われ、団体1種目、個人4種目と女子と対をなす構成だが、内容はタンブリングを含むなど、男性らしいものになっている。男子新体操は日本発祥で、主に日本だけで行われている。

## 概要
男子新体操競技には、個人競技と団体競技とがある。両者とも、音楽に合わせて13m四方のフロアマット上で演技をし、点数を競う。女子の新体操とは違い、宙返り等のアクロバティックな動き（タンブリング）が禁止されておらず、むしろ男子ではタンブリングは規定動作として行わなければならない。
日本国内では、日本体操協会などが主催する、いくつかの競技会が行われている。
全日本ジュニア、高校選抜、全国高等学校総合体育大会（インターハイ）、全日本学生新体操選手権大会（インカレ）、全日本新体操選手権大会などである。
競技会は、概ね男女同じ会場で行われる。会場内に女子用のマット、男子用のスプリング入りの床が設置され、交互に演技が行われる。
2016年現在、男子新体操の競技人口はジュニア、中学生、高校生、大学生、社会人まで約2000人で、その殆どを高校生、大学生が占める。
近年、競技会だけではなく、新体操部の卒業生などで結成されたパフォーマンスチームの公演活動や、その他のイベントへの出演などが行われる様になった。 2013年にはデザイナーの三宅一生が企画した「青森大学男子新体操部」の公演が、東京・代々木国立競技場第2体育館で行われた。またそのドキュメンタリー映画「FLYING BODIES」（中野裕之監督）が制作された。
シルク・ドゥ・ソレイユも男子新体操スカウトを派遣するなどしてに注目しており、数名の選手が大学卒業後にシルク・ドゥ・ソレイユへ参加している。

### 日本発祥
女子の新体操競技とは違い、男子新体操は日本発祥の競技である。1940年代に体力と健康を改善することを目的として始まった団体徒手体操が始まりである。かつて団体の規定演技が存在していた。
国民体育大会でも行われるようになったが、2008年を最後に休止されている。

### 国際化
現在のところ、国際体操連盟には競技種目として認められているが、2000年から本格的に指導者を海外に送り、2003年に日本、マレーシア、韓国、中国、イギリス、スペインが国際大会に出場し、2005年には国際化が始まった。しかし、普及活動の規模、予算、人材不足などの困難により遅々として進んでいない。
今後は公演などの形をとってゆくのかなど、課題は多く見通しが立っていない。
一方、ロシアでは日本式の男子新体操を取り入れる動きも出ており、
一部で大会も開催された。
国際化以前に国内での普及も課題だが、体操用の床が高額な事など非常に課題は多い。

### メディア
『1億人の大質問!?笑ってコラえて!』が『日本列島 部活動の旅』の第2編として2004年12月から男子新体操を取り上げたことにより知名度が高まった。
鹿児島実業高等学校はコミカルな演技や内容で度々テレビ等で取り上げられ、男子新体操での知名度はかなり高い。
2010年4月から6月にTBS系列で男子新体操部をテーマにしたテレビドラマ『タンブリング』が放送された。また、2021年4月から6月にフジテレビにて同じく男子新体操部をテーマにしたアニメ『バクテン!!』が放送され、翌2022年7月には映画化された。

## 団体演技
5名（最低4名）で行う。演技時間は2分45秒〜3分で、手具は伴わない。採点は構成10点と実施10点の計20点満点で行われる。徒手体操（跳躍、倒立、バランス、柔軟の静止技など）と転回系（タンブリングや組運動）で構成される。構成点は、振り付けや動きの組み合わせのうまさ・タンブリングの難度など、演技自体の構成がどれだけ高度であるかを評価する点数である。一方、実施点では、ミスの有無や意図された構成の再現度・選手の動きの質の高さなどを評価する。

## 個人演技
1名で行う。演技時間は1分15秒〜1分30秒で、演技は手具を伴って行われる。手具はスティック・リング・ロープ・クラブの四種である。女子新体操で使用されているリボン・フープ・ボールは、男子新体操では使用しない。リングはフープと異なり内径41cmの輪を2本一組で用いる（フープは内径80～90cmの輪を1本）。
採点は構成点10点と実施点10点の計20点満点で行われる。個人でどの種目を演技するかは大会によって異なる。
- 全日本ジュニア（4種目）：各地で開催される予選会は、1年毎に、スティック・リング、リング・ロープ、ロープ・クラブ、スティック・クラブと変わっていくが、本大会はすべての種目が使われる（2010年までは、本大会も2種目で実施されていたが、上位選手は4種目の全日本選手権の出場権を得られるため、2011年より4種目に変更された）。
- 全日本・高校選抜大会（4種目）：すべての種目が使われる。
- 高校総体（インターハイ）（2種目）：1年毎に、スティック・リング、リング・ロープ、ロープ・クラブ、スティック・クラブと変わっていく。また、全日本ジュニア各地予選会の順より一つ早い（ジュニアがスティック・リングであれば、高校ではリング・ロープとなる）。
- インカレ（4種目）：すべての種目が使われる。

昔はリングは無く、代わりに「徒手」という種目を含む4種目であったが、2000年頃までにリングへ移行した。呼び方も、2002年までは、スティックが「棒」、リングが「輪」、ロープが「縄」、クラブが「棍棒」だったが、2003年に英語名に変わった。長野カップでは、2012年1月第16回大会より、キッズ選手権（小学生）が開催されるようになったが、キッズ選手権の種目は「徒手」である。

## 世界各国への普及活動
オリンピックの正式種目としての採用が悲願とされるが、2016年リオ五輪の閉会式における次期2020年東京大会への引き継ぎセレモニーで、青森大学男子新体操部員約20人がダンスパフォーマンスを行った。
高校、大学の各チームは、世界各国に招待され、Festival del sole、GALAなどで演技を披露して大きな反響を受けている。